# 千葉県立沼南高等学校
千葉県立沼南高等学校（ちばけんりつ しょうなんこうとうがっこう）は、千葉県柏市にある全日制の県立高等学校。略称は「沼南（しょうなん）」または、沼南高校。　　　

## 概要
柏市の東部に位置する。北に手賀沼を望み、周辺は水田、畑地、里山と続く田園地帯に立地している。
「友愛・努力」を校訓とし、特色ある教育活動が展開されている。
2年次より4つの学系（健康スポーツ学系、情報ビジネス学系、環境学系、文化コミュニケーション学系）に分かれて学習する。国語・数学・英語等の多くの教科で、小人数制によるきめ細かい授業を行っている。

### 教育方針
- 自らとともに、他人の人格を重んじ、誠実にして信頼される人間を育成する。
- 心身ともに健康で、勤労と責任を重んじる人間を育成する。
- 社会について、広く深い理解と、正しい判断のできる人間を育成する。

### 努力目標
- 生徒理解に努め、基礎学力の定着と基本的生活習慣の確立に努める。
- 3年間を通して、将来の進路に対する自覚を高め、進路を主体的に選択決定できる能力の育成に努める。
- 生徒の学校生活の活性化を目指し、生徒会・ホームルーム・部活動の振興に努める。
- 学校と家庭・地域社会・関係諸機関との連携を図り、教育効果を高めることに努める。
- 積極性・自主性を促し、自己教育力の育成や情操教育に努める。
- 道徳・人権尊重の精神を養うとともに、生命の尊重、安全意識の向上に努める。
- 教育環境を整え、積極的な学校開放やボランティア活動と母校を愛する心を醸成する。
- 職員研修を推進し、資質・指導力の向上に努める。

### 制服
冬服
- グレーのチェックのスラックスまたは紺にグリーンのチェックのスカートに、エンジ色のリボンかネクタイ、紺のブレザー。
- 寒い日には、ブレザーの中にセーター・カーディガンを着用可能（指定のものはなし）。

夏服
- 冬服と同じ柄のスラックス・スカートに、半袖シャツかポロシャツ。シャツの上にベスト着用も可。

## 学科
- 普通科（4つの学系に分かれる）
  - 健康スポーツ学系
    - スポーツ関係の仕事や、健康支援分野・調理関係のための学系

  - 情報ビジネス学系
    - 簿記、コンピューターのための学系

  - 環境サイエンス学系
    - 理工系の大学、専門学校への進学や環境問題のための学系

  - 文化コミュニケーション学系 
    - 語学を通じてコミュニケーション能力を磨く学系

### 交通
- 我孫子駅（南口）から阪東バス「手賀の杜ニュータウン」行、「手賀の杜プラザ」下車、徒歩4分。
- 柏駅（東口）から東武バス「手賀の丘公園・布瀬」行、「沼南高校南口」下車、徒歩3分。

## 学校行事
- 1月 - 始業式
- 2月 - 前期選抜、後期選抜
- 3月 - 終業式、1〜2年学年末考査、卒業式
- 4月 - 始業式、入学式、対面式、創立記念式典、離退任式、校外学習。
- 5月 - 進路実力テスト、3年面接指導、1学期中間考査、スポーツ大会、公開授業、保護者会総会
- 6月 - 1年生進路講演会、2年生分野別進路学習、3年生進路説明会、美化キャンペーン
- 7月 - 期末考査、1年生仕事・資格パズルワーク、交通安全教室、 終業式
- 9月 - 始業式、2年修学旅行事前学習
- 10月 - 防災訓練、中間考査、将門祭、学校説明会、同窓会総会
- 11月 - 美化キャンペーン、生徒会選挙、3年マナー講座、1年進路相談会
- 12月 - 期末考査、2学年修学旅行（沖縄）、人権教育、壮行会、終業式

## 沿革

### 年表
- 1978年　新設高等学校開設準備事務委員の委嘱者発令
- 1979年　昭和54年入学学力検査を県立柏高等学校で実施、第一期工事普通特別教室棟竣工、開校式および入学式を沼南町中央公民館で挙行
- 1980年　体育館兼格技場竣工、第二期工事管理特別教室棟一部竣工 、第二代校長に古川卓発令
- 1981年　第三期工事管理特別教室棟（増築）竣工
- 1982年　昭和58年度第一学年生徒募集定員決定
- 1984年　中庭整備完了
- 1985年　前庭整備完了、体育倉庫兼部室（5室）竣工 、第三代校長に松本一平発令、
- 1986年　ガス整備改修工事竣工
- 1987年　体育館ピロティ部改修工事竣工、昭和63年度第一学年生徒募集定員決定（9学級423名）、体育館北側等舗装工事竣工
- 1988年　平成元年度第一学年生徒募集定員決定（10学級470名）、創立十周年記念式典を挙行
- 1991年　コンピュータ教室整備
- 1992年　第五代校長に渋谷正発令
- 1994年　セミナーハウス竣工、コース制始まる（健康スポーツ，情報ビジネス，進学）
- 1995年　第六代校長に小嶋三朗発令
- 1997年　第七代校長に小高正義発令
- 1999年　校舎防音工事着工（校舎空調整備）
- 2000年　第八代校長に上野正裕発令
- 2001年　校舎防音工事竣工
- 2003年　第九代校長に関口恒男発令、学系制始まる（健康スポーツ，情報ビジネス，環境サイエンス，文化コミュニケーション）
- 2005年　第十代校長に佐藤雄一郎発令
- 2008年　防球ネット設置、第十一代校長に藤枝隆発令
- 2011年　第十二代校長に五十嵐和男発令
- 2013年　第十三代校長に蛯名一則発令
- 2016年　第十四代校長に木村敦発令

## 学校周辺
学校の裏側には手賀沼が位置しており、学校は自然豊かな森と田んぼに囲まれている。周辺には住宅街もあり、交通の便も良い。校地には桜やイチョウなどの樹木が数多く植えられており、春や秋には、美しい彩りを見せる自然豊かな環境に包まれている。

## 部活動
- 野球部、サッカー部、柔道部、剣道部、陸上部、テニス部、バスケットボール部、バドミントン部、卓球部、ボクシング部、バレーボール部、吹奏楽部、家庭科部、漫画研究部、茶道部、科学部、コンピュータ部